# Кузьмо, Франц Антонович
Франц Антонович Кузьмо (3 октября 1877 — 6 мая 1943) — кузнец, слесарь, депутат Государственной думы III созыва от Ковенской губернии, административный работник в муниципалитетах во время Литовской независимости.

## Биография
Литовец по национальности, католик по вероисповеданию. Из крестьян деревни Кули Южинтской волости Новоалександровского уезда Ковенской губернии. Окончил Ковенское городское училище. Работал кузнецом и слесарем в Санкт-Петербурге на судостроительном и Путиловском заводах. Участвовал в рабочем движении. Один из основателей Общества Mažturčiai (Литовского общества взаимной помощи). Был арестован за распространение книг на литовском языке, отбыл четырёхмесячное тюремное заключение. Печатался в литовских газетах «Lietuvos ūkininkas», «Vilniaus žinios», «Viltis», «Žemdirbys» и в других изданиях. Официально считался земледельцем с наделом площадью 21 десятина.
19 октября 1907 избран в Государственную думу III созыва  от съезда уполномоченных от волостей Ковенской губернии. Вошёл в состав Социал-демократическую фракции. Состоял в думской комиссии по упразднению чиншевого права, комиссии об упразднении пастбищных и лесных сервитутов в губерниях западных и белорусских и земельной комиссии.
После 3-й сессии работы Думы вышел из социал-демократической фракции. По сведениям охранного отделения одновременно с И-Б. И. Гайдаровым, перешедшим в мусульманскую фракцию, и Ф. Н. Чиликиным покинул социал-демократическую фракцию после того, как им не было разрешено выступить от имени фракции с резкой речью, составленной лично Троцким, о внешней политике министра иностранных дел и по поводу запроса о положении в Боснии и Герцеговине. Фракция нашла эту речь слишком резкой и забраковала её, не выступив по поводу запроса. Конфликт привёл к тому, что Гайдаров, Кузьмо и Чиликин сочли, что в таких условиях продуктивно работать во фракции невозможно и покинули её. После ухода из фракции Кузьмо, как и Чиликин, оставался беспартийным депутатом, до конца работы Думы.
В 1915—1917 годах сотрудник Литовского общества помощи жертвам войны. Вернувшись в Литву, работал в муниципалитетах.

## Сочинения
- Užrašai iš darbininko gyvenimo, autobiografinė apybraiža, 1908 m. [Заметки из жизни рабочего, автобиографическое изображение]
- Dūma ir jos darbai, 1909 m. [Дума и её работа].